# Copa de Campeones de la Concacaf
La Copa de Campeones de la Concacaf (en inglés: CONCACAF Champions Cup, previamente conocida como Liga de Campeones de la Concacaf), denominada Copa de Campeones Concacaf Scotiabank por motivos de patrocinio y también conocida popularmente como «Concachampions», es la máxima competición de clubes de fútbol organizada por la Confederación de Fútbol de Norte, Centroamérica y el Caribe.
Disputada anualmente, fue creada en 1962 con la denominación de Copa de Campeones de la Concacaf con un formato de eliminación directa, sin distinción regional, como habría de ser la constante histórica; todo esto como parte del proceso de organización de la recién surgida Concacaf, fundada a iniciativa de los directivos Guillermo Cañedo de la Barcena y Ramón Coll Jaumet el año anterior. La trayectoria histórica del torneo ha estado ligada a los múltiples cambios de formato de competencia y participación, la irregularidad de las fechas (incluyendo la cancelación de algunas ediciones) y la creciente disparidad entre las tres regiones que conforman la confederación. Sin embargo, y aunque no se modificó la tendencia cambiante de los sistemas de competición, a partir del certamen 2008-09 inició un proceso de reestructuración en aras de aumentar su exposición internacional, ampliar su alcance y acrecentar su nivel futbolístico.
El ganador del certamen participa en su calidad de campeón como representante de la zona en la Copa Mundial de Clubes de la FIFA y en la Copa Intercontinental de la FIFA. Entre 1969 y 1998, y a lo largo de dieciocho ediciones, el campeón disputaba la Copa Interamericana frente al ganador de la Copa Libertadores de América. Los máximos ganadores del certamen son el Club América y el Club de Fútbol Cruz Azul —ambos de México— con siete campeonatos cada uno, dato en sincronía con el dominio que han ejercido los clubes afiliados a la federación mexicana, que ostentan 40 títulos de los 60 disputados (incluyendo uno compartido por tres equipos).

## Historia

### Antecedentes
El Campeonato Centroamericano fue organizado por primera vez en el año de 1959. Durante la primera edición, participaron tres equipos centroamericanos (Alajuelense, FAS y Olimpia) y un equipo mexicano (Guadalajara), siendo Olimpia el primer campeón del torneo.
Para 1960 no se organiza ninguna competición similar, fue hasta 1961 que la segunda edición del campeonato se disputó. En esa ocasión no participó ningún equipo de México, y en su lugar fue incorporado un equipo del Caribe, el Jong Holland de Antillas Neerlandesas. Representando al fútbol centroamericano, participaron Águila, Alajuelense, Comunicaciones y Olimpia.
En sus dos ediciones, todos los equipos participantes clasificaron por ser los campeones de sus respectivos torneos locales.

### Copa de Campeones (1962-2008)
En el año de 1961, la Confederación Centroamericana y del Caribe de Fútbol y la Confederación Norteamericana de Fútbol se unieron para formar una sola confederación, a la cual se le dio el nombre de CONCACAF. Con la unión de ambas confederaciones, nace una nueva competición de clubes, la Copa de Campeones de la Concacaf, que se empezó a disputar en el año de 1962.
La Liga de Campeones de la Concacaf, nació con el nombre de Copa de Campeones de la Concacaf en 1962, siendo su primer campeón el Club Deportivo Guadalajara.
En 1998, D.C. United fue el primer club de Estados Unidos en ganar el torneo de Concacaf y en ese mismo año disputó la última edición de la Copa Interamericana donde se enfrentan los campeones de la Copa de Campeones de la Concacaf y la Copa Libertadores de América y ahí derrotó al Vasco da Gama de Brasil por un marcador de 2-1 global y fue el último equipo representante de Concacaf y el único de Estados Unidos en ganar la copa.
En 1999 el Necaxa de México logró el título y el boleto de Concacaf para la primera Copa Mundial de Clubes de la FIFA en 2000, donde terminó en el tercer lugar.
La Ronda Final de la Copa de Campeones 2000 tuvo lugar en la primera parte de 2001 y fue el equipo de Los Angeles Galaxy quien se llevó el segundo trofeo para los Estados Unidos.
En el 2000, la Concacaf anunció un nuevo formato para la Copa de Campeones: un torneo de partidos de ida y vuelta en series de eliminación directa para lograr el campeón anual de la región. La Liga de Campeones programada para el año 2001 fue abandonada, y nunca se jugó.
Los clubes mexicanos Pachuca y Toluca ganaron los torneos de 2002 y 2003, respectivamente.
En el 2004 la Liga Deportiva Alajuelense club de Costa Rica, se llevó la Copa de Campeones de ese año al derrotar en una recordada final al Saprissa, también de Costa Rica siendo esta la primera final de equipos Ticos.
Para el año 2005 el Deportivo Saprissa de Costa Rica logró el título de la Copa de Campeones 2005, ganando en tierras mexicanas la final contra el UNAM de México y la clasificación para el Campeonato Mundial de Clubes de la FIFA 2005, donde ganaron el tercer lugar de entre 6 equipos, el segundo equipo de la Concacaf en conseguirlo. Club Necaxa en el 2000, Monterrey en el 2012 y 2019 siendo hasta ahora el único club de Concacaf en conseguirlo dos veces y Pachuca en 2017 también lo consiguieron.
En la edición 2006 de la Copa de Campeones de la Concacaf, el Club América logró el título sobre el Deportivo Toluca, ambos clubes mexicanos, ganando así su boleto al Copa Mundial de Clubes de la FIFA 2006, donde obtuvo el cuarto lugar.
En la edición de 2007, el Pachuca de México se proclamó campeón, imponiéndose 7 - 6 en penales contra el Guadalajara, consagrándose como campeón de la región a nivel clubes y de esta manera, ganando así un boleto para la Copa Mundial de Clubes de la FIFA de ese año, en la cual, los Tuzos fueron eliminados por el club africano Étoile du Sahel.
En el 2008 Pachuca se convierte en bicampeón de esta copa, haciéndose nuevamente acreedor del pase a la Copa Mundial de Clubes de la FIFA 2008, derrotando en la final con un global de 3-2 al Saprissa de Costa Rica.

### Liga de Campeones (2008-2023)
A partir de la segunda mitad del año 2008 y primera del 2009, dio inicio a un nuevo formato y se le cambió el nombre al torneo, pasándose a llamar Liga de Campeones de la Concacaf (del inglés, CONCACAF Champions League, nombre que también tomarían los principales torneos de la mayoría de las confederaciones de la FIFA, tomando como referencia a la UEFA Champions League).
El Club de Fútbol Monterrey ganó de forma consecutiva las ediciones 2010-11, 2011-12 y 2012-13; siendo el único club en ser tricampeón de la competencia bajo su actual nombre. Asimismo asistió en tres ocasiones consecutivas a la Copa Mundial de Clubes de la FIFA, registrando como mejor participación un tercer lugar en 2012.
El 23 de enero de 2017 la Concacaf dio a conocer el cambio de formato de la Liga de Campeones, cuyas razones se debieron al favorecimiento de los clubes en cuanto al calendario de sus respectivas ligas nacionales, incluyendo a la Liga MX de poder disputar la Conmebol Libertadores. La principal novedad es la creación de la Liga Concacaf, que se disputa el primer semestre de la temporada entre clubes de Centroamérica y el Caribe. El campeón de este torneo accede a la actual Liga de Campeones, que se juega el segundo semestre de la temporada. A partir de 2019, los 6 mejores equipos de la Liga Concacaf acceden a la Liga de Campeones.
En la edición de 2019, por primera vez la final se disputó entre dos equipos de una misma ciudad, siendo esta Monterrey con Tigres y Monterrey, con el Clásico Regiomontano. Rayados se proclamó campeón al ganar en el global 2 goles contra 1, obteniendo su cuarto título.
La edición de 2020, fue postergada hasta diciembre de dicho año a consecuencia de la pandemia de COVID-19, aunque sí se pudieron llevar a cabo los octavos de final y las idas de los cuartos de final en tiempo y forma, el ganador de esta edición fue Tigres, derrotando al LAFC y su posterior participación en el Mundial de Clubes fueron el primer equipo de la confederación en alcanzar la final de dicho torneo, aunque la perdieron 1-0 contra el Bayern Múnich.
La edición de 2022 terminó con el dominio de los clubes mexicanos, con Seattle Sounders FC derrotando a los Pumas de la UNAM por un global de 5-2, siendo la primera vez en 17 años en que un equipo no mexicano gana la competencia, la última vez fue en 2005, donde los mismos Pumas perdieron ante el Saprissa de Costa Rica.

### Copa de Campeones (2023-act.)
Luego de la edición de 2023, donde el León le ganaría la final 3-1 en el global al Los Angeles FC, la confederación tomaría la decisión de renovar el formato del torneo, ampliándolo de 16 equipos a 27, agregando así una ronda más de eliminación, previa a la ronda de 16. Este nuevo formato tomó vigencia en el año 2024.

## Formato

### 1962-1997
Desde su primera edición hasta la edición de 1997 hubo división en zonas, NAFU, UNCAF y CFU, los clubes campeones de las ligas de cada zona participaban en una especie de eliminatoria donde salían los 3 clubes ganadores de las 3 zonas, de ahí jugaban semifinales y final en partidos de ida y vuelta o se jugaba un cuadrangular con los 3 equipos en campo neutral, con ciertas variaciones como abandonos de equipos en las rondas finales, cancelación de la ronda final, etc.

### 1997-2008
El formato cambiaría en 1997, las clasificatorias se mantuvieron, pero ahora se incluyó una ronda de playoffs y ahora clasificaban 4 equipos de Norteamérica, 3 de Centroamérica y 1 del Caribe, para las clasificatorias, la Copa Interclubes de la Uncaf se incluyó en 1999 y el Campeonato de Clubes de la CFU en 1997, los playoffs se jugaban en partidos de ida y vuelta y la final en partido único (normalmente en Estados Unidos), en 2001 el torneo se canceló, para 2002 se aumentó de 8 a 16 equipos.

### 2008-2013

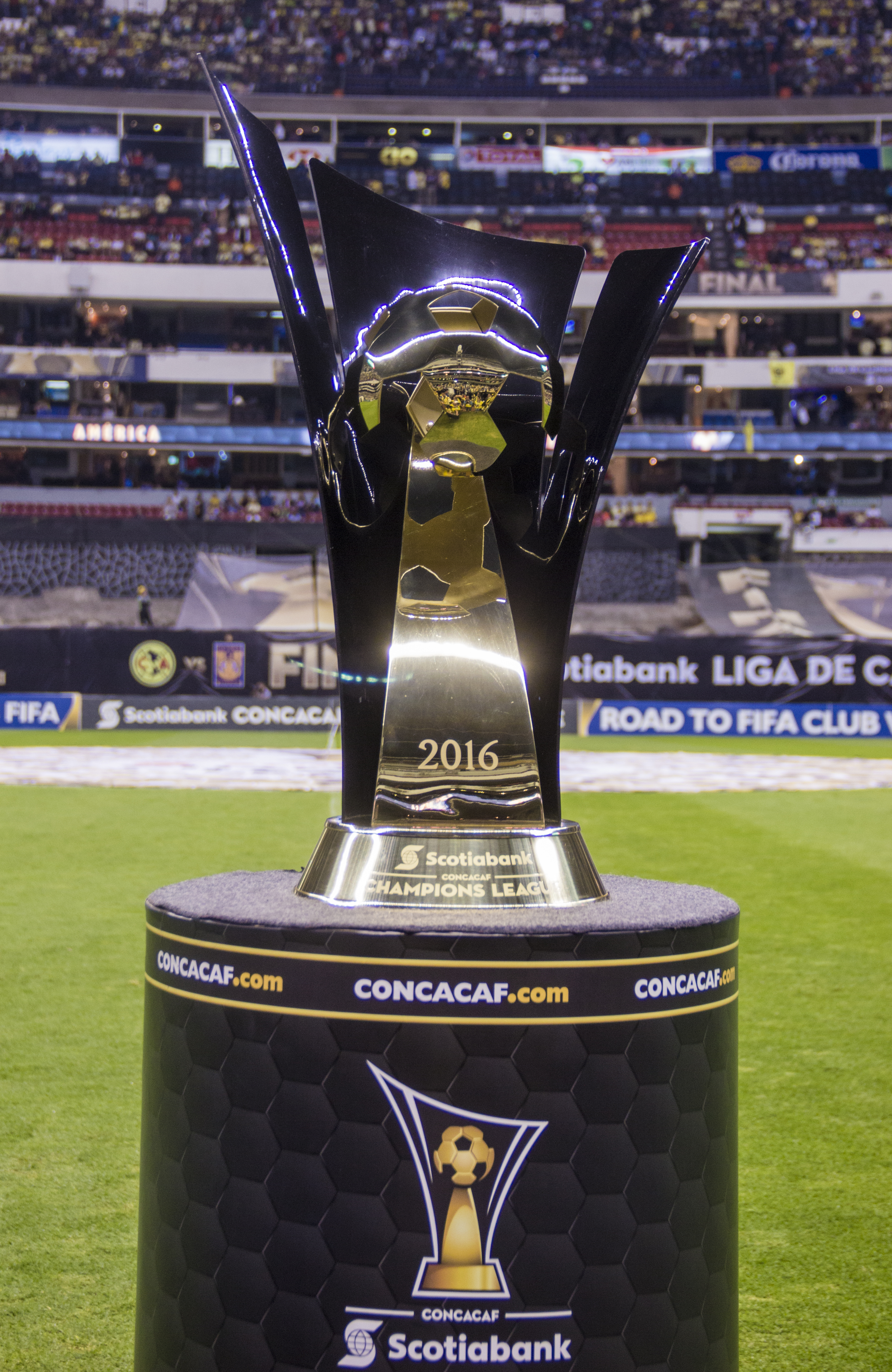
Trofeo otorgado desde 2008 hasta 2017.

Originalmente, en el torneo participaban 24 equipos: cuatro clubes de Estados Unidos y cuatro de México, tres del Caribe (clasificándose por medio del Campeonato de Clubes de la CFU), dos clubes de Costa Rica, El Salvador, Guatemala, Honduras y Panamá, y un representante de Belice, Canadá y Nicaragua, la Copa Interclubes de la UNCAF desapareció.
El torneo iniciaba con una ronda preliminar de 16 equipos, en la que se disputaban ocho llaves en formato ida y vuelta. En caso de estar la eliminatoria empatada tras los 180 minutos de ambos partidos, se aplicaba la regla del gol de visitante, y si persistía el empate la serie se decidía en una tanda de penaltis.
Los 8 equipos ganadores avanzaban a la fase de grupos junto con los restantes ocho equipos preclasificados. Los 16 equipos se dividían en cuatro grupos de cuatro equipos, utilizando el sistema de todos contra todos a 2 rondas, dentro de cada grupo; donde los dos mejores equipos de cada uno avanzaban a cuartos de final.
Los 8 equipos clasificados de la fase de grupos jugaban los cuartos de final formándose en 4 llaves de dos equipos cada uno, quienes disputaban partidos de ida y vuelta. A fin de determinar los rivales de cada llave de los cuartos de final se realizaban dos tablas de posiciones, una entre los cuatro clasificados en primer lugar en sus grupos y la segunda entre los cuatro clasificados en segundo lugar en sus grupos. Los cruces entre los equipos que finalizaban primeros y aquellos que lo hacían en segundo lugar, era a través del sorteo. La única restricción para esta fase era que no se podían enfrentar los equipos que ya había jugado entre sí en la fase de grupos. De esa manera quedaba definido el desarrollo restante del torneo.
En estos encuentros regía la regla del gol de visitante, la cual determinaba que el equipo que haya marcado más anotaciones como visitante ganaría la eliminatoria si había empate en la diferencia de goles. En caso de estar la eliminatoria empatada tras los 180 minutos de ambos partidos, se disputaba una prórroga de 30 minutos, y si permanecía el empate la serie se decidía en una tanda de penaltis.

#### Diferencias con la Copa de Campeones
Existen varias diferencias entre este formato y el que se utilizaba en años anteriores con la extinta Copa de Campeones. Uno de los cambios fue la creación de una fase de grupos, lo que llevó la inclusión de más equipos en la competición. El número de equipos norteamericanos aumentó de cuatro a nueve, otorgándole un cupo directo a Canadá por primera vez, además de duplicar el número de equipos mexicanos y estadounidenses. El número de equipos centroamericanos aumentó de tres a doce, otorgándole al menos un cupo directo a cada una de las siete naciones de la región, cambio merced al cual no fue necesaria la utilización de un torneo clasificatorio. El número de equipos caribeños aumentó de uno a tres, y seguía utilizándose un torneo clasificatorio.

### 2013-2017
En la edición 2012-13 se modificó al formato, formando ocho grupos de tres equipos. Se utilizaba el sistema de todos contra todos a 2 rondas, dentro de cada grupo, en el que el ganador de cada uno avanzaba a cuartos de final.
En la fase final, los ocho equipos clasificados jugaban con el sistema de eliminación directa a ida y vuelta para definir el campeón, con el mismo formato de clasificación que las fases finales de las ediciones anteriores. Los emparejamientos de cuartos de final se realizaban de acuerdo a las posiciones de los equipos según una tabla general con los resultados de la primera fase. Un finalista resultaba de los enfrentamientos entre el 1° y 8° lugar, y el 4° y 5° lugar; el otro finalista resultaba de los enfrentamientos entre el 2° y 7° lugar y el 3° y 6° lugar.

### 2017-2023

Trofeo otorgado al campeón del torneo desde la temporada 2018.

Para la temporada 2017-18, se creó la Liga Concacaf, que se juega en el primer semestre de cada temporada entre clubes de Centroamérica y el Caribe. El campeón de este torneo accede a la Liga de Campeones, que se juega el segundo semestre de la temporada. A partir de 2019, los 6 mejores equipos de la Liga Concacaf acceden a la Liga de Campeones.
La Liga de Campeones se juega el segundo semestre de cada temporada. En esta participan los 6 mejores de la Liga Concacaf, el campeón del Campeonato de Clubes de la CFU, el campeón de Canadá, y cuatro equipos de México y Estados Unidos.
En este nuevo formato de torneo se eliminó la fase de grupos, la cual fue reemplazada por rondas eliminatorias, desde octavos de final hasta llegar a la final, todas en formato ida y vuelta. En las rondas de octavos de final hasta semifinales rige la regla del gol de visitante, la cual determina que el equipo que haya marcado más anotaciones como visitante gana la eliminatoria si hay empate en la diferencia de goles. En caso de estar la eliminatoria empatada tras los 180 minutos de ambos partidos, la serie se decidirá en una tanda de penaltis.
El club vencedor de la final y por lo tanto Campeón, será aquel que en los dos partidos anote el mayor número de goles. En caso de empate en el total de goles, no se aplicará la regla del gol de visitante, se jugará una prórroga. Y si aún persiste el empate se realizará una tanda de penales.
Para los octavos de final, los clubes que fueron sorteados del Bombo 1 (enumerados primeros) jugarán como visitantes primero, y luego serán los anfitriones en el partido de vuelta.
Los ganadores de las series 1, 3, 5 y 7, serán sede para los partidos de vuelta de los cuartos de final. Para las semifinales, los clubes serán clasificados de acuerdo su desempeño (puntos ganados, diferencia de goles y goles anotados) en los octavos y cuartos de final, utilizando el procedimiento de desempate del campeonato.
El club mejor clasificado en cada serie de semifinales será sede del partido de vuelta. El mismo procedimiento de desempate se aplicará para determinar quién será sede del partido de vuelta de las finales.

### 2024: Expansión
El 4 de febrero de 2021, Concacaf anunció un importante cambio de formato para la edición de 2023-24. El nuevo formato contará con la expansión a 50 clubes divididos en grupos de zonas geográficas, 20 equipos de Norteamérica divididos en 4 grupos incluyendo el ganador de la Leagues Cup, 20 equipos de Centroamérica divididos en 4 grupos, incluyendo el ganador de la Copa de Centroamérica que será reactivada y 10 equipos del Caribe divididos en 2 grupos incluyendo el ganador de la Copa del Caribe. De esta fase de los 10 grupos clasificarán los 16 equipos a fases finales que buscarán el título y un cupo a la Copa Mundial de Clubes de la FIFA. Pero finalmente se optó por ampliarla solo a 27 clubes que se clasificarán mediante los campeonatos de liga de sus respectivos países, copas nacionales y 3 copas regionales que se jugarán en agosto de cada año.

## Clasificación desde 2024
| Liga                             | Equipos participantes |  |
| -------------------------------- | --------------------- |  |
| México                           | 6                     |  |
| Estados Unidos                   | 6                     |  |
| Copa Centroamericana de Concacaf | 6                     |  |
| Copa Caribeña de Concacaf        | 3                     |  |
| Leagues Cup                      | 3                     |  |
| Canadá                           | 3                     |  |
| TOTAL                            | 27                    |  |

## Estándares de estadios
A partir de la temporada 2009-2010, los clubes participantes deben contar con un estadio adecuado a los estándares en su propio país, a riesgo de ser descalificados y reemplazados.
Para los equipos de la zona centroamericana, si alguno de estos no reúne las condiciones adecuadas será reemplazado por un equipo de la mejor liga centroamericana basándose en los resultados de la Liga de Campeones anterior. 2
Para los equipos de la zona caribeña, si alguno de estos falla en el cumplimiento de estos estándares será reemplazado por el cuarto lugar del Campeonato de Clubes.

## Historial
| Copa de Campeones de la Concacaf | Copa de Campeones de la Concacaf                                                     | Copa de Campeones de la Concacaf                                                     | Copa de Campeones de la Concacaf                                                     | Copa de Campeones de la Concacaf                                                     | Copa de Campeones de la Concacaf                                                     |
| Temp.                            | Campeón                                                                              | Resultado                                                                            | Subcampeón                                                                           | Semifinalistas                                                                       | Semifinalistas                                                                       |
| -------------------------------- | ------------------------------------------------------------------------------------ | ------------------------------------------------------------------------------------ | ------------------------------------------------------------------------------------ | ------------------------------------------------------------------------------------ | ------------------------------------------------------------------------------------ |
| 1962                             | C. D. Guadalajara                                                                    | 1–0; 5–0                                                                             | C. S. D. Comunicaciones                                                              | RKV F. C. Sithoc                                                                     | -                                                                                    |
| 1963                             | R. C. Haïtien                                                                        | [ 24 ]                                                                               | C. D. Guadalajara                                                                    | Xelajú M.C.                                                                          | Deportivo Saprissa                                                                   |
| 1964                             | Ediciones inconclusas y declaradas desiertas debido a varios factores y desacuerdos. | Ediciones inconclusas y declaradas desiertas debido a varios factores y desacuerdos. | Ediciones inconclusas y declaradas desiertas debido a varios factores y desacuerdos. | Ediciones inconclusas y declaradas desiertas debido a varios factores y desacuerdos. | Ediciones inconclusas y declaradas desiertas debido a varios factores y desacuerdos. |
| 1965                             | Ediciones inconclusas y declaradas desiertas debido a varios factores y desacuerdos. | Ediciones inconclusas y declaradas desiertas debido a varios factores y desacuerdos. | Ediciones inconclusas y declaradas desiertas debido a varios factores y desacuerdos. | Ediciones inconclusas y declaradas desiertas debido a varios factores y desacuerdos. | Ediciones inconclusas y declaradas desiertas debido a varios factores y desacuerdos. |
| 1966                             | Ediciones inconclusas y declaradas desiertas debido a varios factores y desacuerdos. | Ediciones inconclusas y declaradas desiertas debido a varios factores y desacuerdos. | Ediciones inconclusas y declaradas desiertas debido a varios factores y desacuerdos. | Ediciones inconclusas y declaradas desiertas debido a varios factores y desacuerdos. | Ediciones inconclusas y declaradas desiertas debido a varios factores y desacuerdos. |
| 1967                             | Alianza F. C.                                                                        | 1–2; 3–0; 5–3                                                                        | CRKSV Jong Colombia                                                                  | Philadelphia Ukrainians                                                              | -                                                                                    |
| 1968                             | Deportivo Toluca                                                                     | [ 25 ]                                                                               | -                                                                                    | S. V. Transvaal                                                                      | Aurora F. C.                                                                         |
| 1969                             | Deportivo Cruz Azul                                                                  | 0–0; 1–0                                                                             | C. S. D. Comunicaciones                                                              | Deportivo Saprissa                                                                   | -                                                                                    |
| 1970                             | Deportivo Cruz Azul                                                                  | [ 26 ]                                                                               | -                                                                                    | S. V. Transvaal                                                                      | Deportivo Saprissa                                                                   |
| 1971                             | Deportivo Cruz Azul                                                                  | 5–1                                                                                  | L. D. Alajuelense                                                                    | C. S. D. Comunicaciones                                                              | Rochester Lancers                                                                    |
| 1972                             | C. D. Olimpia                                                                        | 1–0; 0–0                                                                             | S. V. Robinhood                                                                      | Deportivo Toluca                                                                     | Don Bosco                                                                            |
| 1973                             | S. V. Transvaal                                                                      | [ 28 ]                                                                               | Deportivo Saprissa                                                                   | Devonshire Colts                                                                     | L. D. Alajuelense                                                                    |
| 1974                             | C. S. D. Municipal                                                                   | 2–1; 2–1                                                                             | S. V. Transvaal                                                                      | Alianza F. C.                                                                        | CRKSV Jong Colombia                                                                  |
| 1975                             | Atlético Español F. C.                                                               | 3–0; 2–1                                                                             | S. V. Transvaal                                                                      | Deportivo Saprissa                                                                   | -                                                                                    |
| 1976                             | C. D. Águila                                                                         | 5–1; 3–2                                                                             | S. V. Robinhood                                                                      | León F. C.                                                                           | -                                                                                    |
| 1977                             | C. F. América                                                                        | 1–0; 1–1                                                                             | S. V. Robinhood                                                                      | Deportivo Saprissa                                                                   | -                                                                                    |
| 1978                             | C. S. D. Comunicaciones Defence Force F. C. C. D. Leones Negros de la U. de G.       | [ 29 ]                                                                               | -                                                                                    | -                                                                                    | -                                                                                    |
| 1979                             | C. D. FAS                                                                            | 1–1; 7–1                                                                             | CRKSV Jong Colombia                                                                  | C. F. Tigres de la UANL                                                              | -                                                                                    |
| 1980                             | Club Universidad Nacional                                                            | Liga                                                                                 | Club Pumas UNAH                                                                      | S. V. Robinhood                                                                      | -                                                                                    |
| 1981                             | S. V. Transvaal                                                                      | 1–1; 1–0                                                                             | C. D. Atlético Marte                                                                 | S. U. Brion Trappers                                                                 | C. D. Marathón                                                                       |
| 1982                             | Club Universidad Nacional                                                            | 0–0; 3–2                                                                             | S. V. Robinhood                                                                      | C. S. D. Comunicaciones                                                              | Defence Force F. C.                                                                  |
| 1983                             | Atlante F. C.                                                                        | 1–1; 5–0                                                                             | S. V. Robinhood                                                                      | C. S. D. Suchitepéquez                                                               | S. U. Brion Trappers                                                                 |
| 1984                             | Violette A. C.                                                                       | [ 30 ]                                                                               | -                                                                                    | ASL Sport Guyanais                                                                   | C. D. Guadalajara / Pancyprian Freedoms                                              |
| 1985                             | Defence Force F. C.                                                                  | 2–0; 0–1                                                                             | C. D. Olimpia                                                                        | U. S. L. Montjoly                                                                    | Aurora F. C.                                                                         |
| 1986                             | L. D. Alajuelense                                                                    | 4–1; 2–1                                                                             | S. V. Transvaal                                                                      | Pembroke Hamilton                                                                    | Trintoc F. C.                                                                        |
| 1987                             | C. F. América                                                                        | 1–1; 2–0                                                                             | Defence Force F. C.                                                                  | C. F. Monterrey                                                                      | Trintoc F. C.                                                                        |
| 1988                             | C. D. Olimpia                                                                        | 2–0; 2–0                                                                             | Defence Force F. C.                                                                  | L. D. Alajuelense                                                                    | S. V. Robinhood                                                                      |
| 1989                             | Club Universidad Nacional                                                            | 1–1; 3–1                                                                             | F. C. Pinar del Río                                                                  | C. S. Herediano                                                                      | R. C. Rivière-Pilote                                                                 |
| 1990                             | C. F. América                                                                        | 2–2; 6–0                                                                             | F. C. Pinar del Río                                                                  | C. D. Olimpia                                                                        | -                                                                                    |
| 1991                             | Puebla F. C.                                                                         | 3–1; 1–1                                                                             | Police F. C.                                                                         | R. C. D. España                                                                      | -                                                                                    |
| 1992                             | C. F. América                                                                        | 1–0                                                                                  | L. D. Alajuelense                                                                    | S. V. Robinhood                                                                      | L'Aiglon du Lamentin                                                                 |
| 1993                             | Deportivo Saprissa                                                                   | Liga                                                                                 | C. León                                                                              | C. S. D. Municipal                                                                   | S. V. Robinhood                                                                      |
| 1994                             | C. S. Cartaginés                                                                     | 3–2                                                                                  | Atlante F. C.                                                                        | U. S. Robert                                                                         | Alianza F. C.                                                                        |
| 1995                             | Deportivo Saprissa                                                                   | Liga                                                                                 | C. S. D. Municipal                                                                   | L. D. Alajuelense                                                                    | C. S. Moulien                                                                        |
| 1996                             | C. D. Cruz Azul                                                                      | Liga                                                                                 | Club Necaxa                                                                          | C. S. D. Comunicaciones                                                              | Seattle Sounders F. C.                                                               |
| 1997                             | C. D. Cruz Azul                                                                      | 5–3                                                                                  | Los Angeles Galaxy                                                                   | C. D. Guadalajara                                                                    | D.C. United                                                                          |
| 1998                             | D.C. United                                                                          | 1–0                                                                                  | Deportivo Toluca                                                                     | C. León                                                                              | Deportivo Saprissa                                                                   |
| 1999                             | C. Necaxa                                                                            | 2–1                                                                                  | L. D. Alajuelense                                                                    | D.C. United                                                                          | Chicago Fire                                                                         |
| 2000                             | Los Angeles Galaxy                                                                   | 3–2                                                                                  | C. D. Olimpia                                                                        | D.C. United                                                                          | C. F. Pachuca                                                                        |
| 2001                             | Edición suspendida debido a la reestructuración del torneo.                          | Edición suspendida debido a la reestructuración del torneo.                          | Edición suspendida debido a la reestructuración del torneo.                          | Edición suspendida debido a la reestructuración del torneo.                          | Edición suspendida debido a la reestructuración del torneo.                          |
| 2002                             | C. F. Pachuca                                                                        | 1–0                                                                                  | C. A. Monarcas Morelia                                                               | L. D. Alajuelense                                                                    | Kansas City Wizards                                                                  |
| 2003                             | Deportivo Toluca F. C.                                                               | 3–3; 2–1                                                                             | C. A. Monarcas Morelia                                                               | C. F. América                                                                        | C. Necaxa                                                                            |
| 2004                             | L. D. Alajuelense                                                                    | 1–1; 4–0                                                                             | Deportivo Saprissa                                                                   | C. F. Monterrey                                                                      | Chicago Fire                                                                         |
| 2005                             | Deportivo Saprissa                                                                   | 2–0; 1–2                                                                             | Club Universidad Nacional                                                            | C. F. Monterrey                                                                      | D.C. United                                                                          |
| 2006                             | C. F. América                                                                        | 0–0; 2–1                                                                             | Deportivo Toluca F. C.                                                               | L. D. Alajuelense                                                                    | Deportivo Saprissa                                                                   |
| 2007                             | C. F. Pachuca                                                                        | 2–2; 0–0 (7-6 p.)                                                                    | C. D. Guadalajara                                                                    | Houston Dynamo                                                                       | D.C. United                                                                          |
| 2008                             | C. F. Pachuca                                                                        | 2–1; 1–1                                                                             | Deportivo Saprissa                                                                   | D.C. United                                                                          | Houston Dynamo                                                                       |
| Liga de Campeones de la Concacaf |                                                                                      |                                                                                      |                                                                                      |                                                                                      |                                                                                      |
| 2008-09                          | Atlante F. C.                                                                        | 2–0; 0–0                                                                             | Cruz Azul F. C.                                                                      | C. Santos Laguna                                                                     | Puerto Rico Islanders F. C.                                                          |
| 2009-10                          | C. F. Pachuca                                                                        | 1–2; 1–0 (v.)                                                                        | Cruz Azul F. C.                                                                      | Deportivo Toluca F. C.                                                               | Club Universidad Nacional                                                            |
| 2010-11                          | C. F. Monterrey                                                                      | 2–2; 1–0                                                                             | Real Salt Lake                                                                       | Cruz Azul F. C.                                                                      | Deportivo Saprissa                                                                   |
| 2011-12                          | C. F. Monterrey                                                                      | 2–0; 1–2                                                                             | C. Santos Laguna                                                                     | C. Universidad Nacional                                                              | Toronto F. C.                                                                        |
| 2012-13                          | C. F. Monterrey                                                                      | 0–0; 4–2                                                                             | C. Santos Laguna                                                                     | Los Angeles Galaxy                                                                   | Seattle Sounders F. C.                                                               |
| 2013-14                          | Cruz Azul F. C.                                                                      | 0–0; 1–1 (v.)                                                                        | Deportivo Toluca F. C.                                                               | C. Tijuana                                                                           | L. D. Alajuelense                                                                    |
| 2014-15                          | C. F. América                                                                        | 1–1; 4–2                                                                             | Montreal Impact                                                                      | C. S. Herediano                                                                      | L. D. Alajuelense                                                                    |
| 2015-16                          | C. F. América                                                                        | 2–0; 2–1                                                                             | C. F. Tigres de la UANL                                                              | C. Santos Laguna                                                                     | Querétaro F. C.                                                                      |
| 2016-17                          | C. F. Pachuca                                                                        | 1–1; 1–0                                                                             | C. F. Tigres de la UANL                                                              | F. C. Dallas                                                                         | Vancouver Whitecaps F. C.                                                            |
| 2018                             | C. D. Guadalajara                                                                    | 2–1; 1–2 (4-2 p.)                                                                    | Toronto F. C.                                                                        | New York Red Bulls                                                                   | C. F. América                                                                        |
| 2019                             | C. F. Monterrey                                                                      | 1–0; 1–1                                                                             | C. F. Tigres de la UANL                                                              | Sporting Kansas City                                                                 | C. Santos Laguna                                                                     |
| 2020                             | C. F. Tigres de la UANL                                                              | 2–1                                                                                  | Los Angeles F. C.                                                                    | C. D. Olimpia                                                                        | C. F. América                                                                        |
| 2021                             | C. F. Monterrey                                                                      | 1–0                                                                                  | C. F. América                                                                        | Cruz Azul F. C.                                                                      | Philadelphia Union                                                                   |
| 2022                             | Seattle Sounders F. C.                                                               | 2–2; 3–0                                                                             | Club Universidad Nacional                                                            | Cruz Azul F. C.                                                                      | New York City F. C.                                                                  |
| 2023                             | C. León                                                                              | 2–1; 1–0                                                                             | Los Angeles F. C.                                                                    | Philadelphia Union                                                                   | C. F. Tigres de la UANL                                                              |
| Copa de Campeones de la Concacaf |                                                                                      |                                                                                      |                                                                                      |                                                                                      |                                                                                      |
| 2024                             | C. F. Pachuca                                                                        | 3–0                                                                                  | Columbus Crew                                                                        | C. F. Monterrey                                                                      | C. F. América                                                                        |
| 2025                             | Cruz Azul F. C.                                                                      | 5–0                                                                                  | Vancouver Whitecaps F. C.                                                            | Inter Miami C. F.                                                                    | C. F. Tigres de la UANL                                                              |

## Palmarés

### Títulos por equipo
| Equipo                    | Títulos | Subtítulos | Años Campeón                             | Años Subcampeón              |
| ------------------------- | ------- | ---------- | ---------------------------------------- | ---------------------------- |
| C. F. Cruz Azul           | 7       | 2          | 1969, 1970, 1971, 1996, 1997, 2014, 2025 | 2009, 2010                   |
| C. F. América             | 7       | 1          | 1977, 1987, 1990, 1992, 2006, 2015, 2016 | 2021                         |
| C. F. Pachuca             | 6       | 0          | 2002, 2007, 2008, 2010, 2017, 2024       |                              |
| C. F. Monterrey           | 5       | 0          | 2011, 2012, 2013, 2019, 2021             |                              |
| Deportivo Saprissa        | 3       | 3          | 1993, 1995, 2005                         | 1973, 2004, 2008             |
| C. Universidad Nacional   | 3       | 2          | 1980, 1982, 1989                         | 2005, 2022                   |
| S. V. Transvaal           | 2       | 3          | 1973, 1981                               | 1974, 1975, 1986             |
| Deportivo Toluca F. C.    | 2       | 3          | 1968, 2003                               | 1998, 2006, 2014             |
| L. D. Alajuelense         | 2       | 3          | 1986, 2004                               | 1971, 1992, 1999             |
| Defence Force F. C.       | 2       | 2          | 1978, 1985                               | 1987, 1988                   |
| C. D. Olimpia             | 2       | 2          | 1972, 1988                               | 1985, 2000                   |
| C. D. Guadalajara         | 2       | 2          | 1962, 2018                               | 1963, 2007                   |
| Atlante F. C.             | 2       | 1          | 1983, 2009                               | 1994                         |
| C. F. Tigres de la UANL   | 1       | 3          | 2020                                     | 2016, 2017, 2019             |
| Comunicaciones F. C.      | 1       | 2          | 1978                                     | 1962, 1969                   |
| C. S. D. Municipal        | 1       | 1          | 1974                                     | 1995                         |
| I. D. Necaxa              | 1       | 1          | 1999                                     | 1996                         |
| Los Angeles Galaxy        | 1       | 1          | 2000                                     | 1997                         |
| C. León                   | 1       | 1          | 2023                                     | 1993                         |
| R. C. Haïtien             | 1       | 0          | 1963                                     |                              |
| Alianza F. C.             | 1       | 0          | 1967                                     |                              |
| Atlético Español F. C.    | 1       | 0          | 1975                                     |                              |
| C. D. Águila              | 1       | 0          | 1976                                     |                              |
| C. D. Leones Negros U. G. | 1       | 0          | 1978                                     |                              |
| C. D. FAS                 | 1       | 0          | 1979                                     |                              |
| Violette A. C.            | 1       | 0          | 1984                                     |                              |
| Club Puebla               | 1       | 0          | 1991                                     |                              |
| C. S. Cartaginés          | 1       | 0          | 1994                                     |                              |
| D. C. United              | 1       | 0          | 1998                                     |                              |
| Seattle Sounders F. C.    | 1       | 0          | 2022                                     |                              |
| S. V. Robinhood           | -       | 5          |                                          | 1972, 1976, 1977, 1982, 1983 |
| CRKSV Jong Colombia       | -       | 2          |                                          | 1967, 1979                   |
| F. C. Pinar del Río       | -       | 2          |                                          | 1989, 1990                   |
| C. A. Monarcas Morelia    | -       | 2          |                                          | 2002, 2003                   |
| C. Santos Laguna          | -       | 2          |                                          | 2012, 2013                   |
| Los Angeles F. C.         | -       | 2          |                                          | 2020, 2023                   |
| Club Pumas de la UNAH     | -       | 1          |                                          | 1980                         |
| C. D. Atlético Marte      | -       | 1          |                                          | 1981                         |
| Police F. C.              | -       | 1          |                                          | 1991                         |
| Real Salt Lake            | -       | 1          |                                          | 2011                         |
| Montreal Impact           | -       | 1          |                                          | 2015                         |
| Toronto F. C.             | -       | 1          |                                          | 2018                         |
| Columbus Crew             | -       | 1          |                                          | 2024                         |
| Vancouver Whitecaps       | -       | 1          |                                          | 2025                         |

### Títulos por país
| País              | Títulos | Subtítulos | Clubes campeones |
| ----------------- | ------- | ---------- | --- |
| México            | 40      | 20         | C. F. América (7), C. D. Cruz Azul (7), C. F. Pachuca (6), C. F. Monterrey (5), C. Universidad Nacional (3), Deportivo Toluca (2), C. D. Guadalajara (2), Atlante F. C. (2), I. D. Necaxa, Atlético Español F. C., C. D. Leones Negros de la U. de G., Puebla F. C., Tigres de la UANL y C. León |
| Costa Rica        | 6       | 6          | Deportivo Saprissa (3), L. D. Alajuelense (2) y C. S. Cartaginés |
| Estados Unidos    | 3       | 5          | D. C. United, Los Angeles Galaxy y Seattle Sounders F. C. |
| El Salvador       | 3       | 1          | Alianza F. C, C. D. Águila y C. D. FAS |
| Surinam           | 2       | 8          | S. V. Transvaal |
| Guatemala         | 2       | 3          | C. S. D. Municipal y Comunicaciones F. C. |
| Trinidad y Tobago | 2       | 3          | Defence Force F. C. |
| Honduras          | 2       | 3          | C. D. Olimpia |
| Haití             | 2       | 0          | R. C. Haïtien y Violette A. C. |
| Canadá            | -       | 3          | |
| Curazao           | -       | 2          | |
| Cuba              | -       | 2          | |

### Títulos por región
| País                | Títulos | Subcamp. |
| ------------------- | ------- | -------- |
| NAFU Norteamérica   | 43      | 28       |
| UNCAF Centroamérica | 13      | 13       |
| CFU Caribe          | 6       | 15       |

## Estadísticas

### Goleadores de cada edición
Desde 1997 los goleadores han sido en su gran mayoría, jugadores de la liga mexicana. Solo se toman en cuenta las fases finales de la era Copa de Campeones de la Concacaf.[cita requerida]
| Temporada | Jugador                                                | Equipo                                                | Goles |
| --------- | ------------------------------------------------------ | ----------------------------------------------------- | ----- |
| 1962      | Guido Alvarado                                         | Alajuelense                                           | 6     |
| 1963      | Andrew Mate Guy Saint-Vil                              | New York Hungaria Racing Club Haïtien                 | 5     |
| 1967      | Luis Ernesto Tapia                                     | Alianza F.C.                                          | 7     |
| 1968      | Amaury Epaminondas Reginaldo Alemán                    | Toluca Aurora                                         | 3     |
| 1969      | Eduardo Chavarría                                      | Saprissa                                              | 6     |
| 1970      | Edgar Marín                                            | Saprissa                                              | 5     |
| 1971      | Octavio Muciño                                         | Cruz Azul                                             | 9     |
| 1972      | Vicente Pereda                                         | Toluca                                                | 2     |
| 1973      | Theo Klein                                             | Transvaal                                             | 9     |
| 1974      | José Emilio Mitrovich                                  | Municipal                                             | 6     |
| 1975      | Odir Jacques                                           | Saprissa                                              | 4     |
| 1976      | Luis Ramírez Zapata                                    | Águila                                                | 7     |
| 1977      | Julio César Anderson                                   | Municipal                                             | 6     |
| 1978      | Óscar Enrique Sánchez                                  | Comunicaciones                                        | 5     |
| 1979      | David Arnoldo Cabrera                                  | C.D. FAS                                              | 5     |
| 1980      | Adrián Camacho                                         | Cruz Azul                                             | 4     |
| 1981      | Humprey Kroots                                         | SUBT                                                  | 5     |
| 1982      | Enrique López Zarza Ricardo Ferretti                   | Pumas UNAM                                            | 4     |
| 1983      | Gonzalo Farfán                                         | Atlante                                               | 6     |
| 1984      | Muricy Ramalho Néstor de la Torre Menchaca Byron Pérez | Club Puebla Club Deportivo Guadalajara Comunicaciones | 2     |
| 1985      | Juan Flores Maradiaga                                  | Olimpia                                               | 4     |
| 1986      | Michael Dilla Eric Godlieb                             | PHC Zebras Transvaal                                  | 3     |
| 1987      | Carlos Hermosillo                                      | América                                               | 6     |
| 1988      | Marco Antonio Figueroa                                 | Monarcas Morelia                                      | 5     |
| 1989      | Jorge Campos Navarrete                                 | Pumas UNAM                                            | 7     |
| 1990      | Toninho Dos Santos                                     | América                                               | 4     |
| 1991      | Adonis Hilario                                         | Saprissa                                              | 4     |
| 1992      | Hugo Sánchez                                           | América                                               | 2     |
| 1992      | Germán Martellotto                                     | América                                               | 2     |
| 1993      | Hernán Medford                                         | Saprissa                                              | 4     |
| 1994      | Heriberto Quirós                                       | Club Sport Cartaginés                                 | 2     |
| 1995      | Juan Carlos Plata                                      | Municipal                                             | 6     |
| 1996      | Carlos Hermosillo                                      | Cruz Azul                                             | 4     |
| 1997      | Benjamín Galindo                                       | Cruz Azul                                             | 3     |
| 1997      | Carlos Hermosillo                                      | Cruz Azul                                             | 3     |
| 1997      | Eduardo Hurtado                                        | Los Angeles Galaxy                                    | 3     |
| 1998      | Roy Lassiter                                           | D.C. United                                           | 6     |
| 1999      | Agustín Delgado                                        | Necaxa                                                | 3     |

| Temporada | Jugador                            | Equipo             | Goles |
| --------- | ---------------------------------- | ------------------ | ----- |
| 2000      | Denilson Costa                     | Olimpia            | 3     |
| 2002      | Alex Fernandes                     | Morelia            | 4     |
| 2002      | Juan Arango                        | Pachuca            | 4     |
| 2003      | Reinaldo Navia                     | Morelia            | 5     |
| 2004      | Alonso Solís                       | Saprissa           | 3     |
| 2004      | Cornell Glen                       | San Juan Jabloteh  | 3     |
| 2005      | Rónald Gómez                       | Saprissa           | 3     |
| 2006      | Aarón Padilla                      | América            | 4     |
| 2007      | Omar Bravo                         | Guadalajara        | 4     |
| 2007      | Luciano Emílio                     | D.C. United        | 4     |
| 2008      | Luis Montes Jiménez                | Pachuca            | 3     |
| 2008      | Devon McTavish                     | D.C. United        | 3     |
| 2008-09   | Javier Orozco                      | Cruz Azul          | 7     |
| 2009-10   | Ulises Mendivil                    | Pachuca            | 9     |
| 2010-11   | Javier Orozco                      | Cruz Azul          | 11    |
| 2011-12   | Humberto Suazo                     | Monterrey          | 7     |
| 2011-12   | Oribe Peralta                      | Santos             | 7     |
| 2012-13   | Nicolás Muñoz                      | Isidro Metapán     | 6     |
| 2012-13   | Darwin Quintero                    | Santos             | 6     |
| 2013-14   | Raúl Nava                          | Toluca             | 7     |
| 2014-15   | Darío Benedetto Oribe Peralta      | América            | 7     |
| 2015-16   | Emmanuel Villa                     | Quéretaro          | 6     |
| 2016-17   | Hirving Lozano                     | Pachuca            | 8     |
| 2018      | Jonathan Osorio Sebastian Giovinco | Toronto            | 4     |
| 2019      | Enner Valencia                     | Tigres             | 7     |
| 2020      | André-Pierre Gignac                | Tigres             | 6     |
| 2021      | Kacper Przybyłko                   | Philadelphia Union | 5     |
| 2022      | Juan Ignacio Dinenno               | Pumas UNAM         | 9     |
| 2023      | Denis Bouanga                      | Los Angeles F.C.   | 7     |
| 2024      | Salomón Rondón                     | Pachuca            | 9     |
| 2025      | Ángel Sepúlveda                    | Cruz Azul          | 9     |

### Tabla histórica de goleadores
Nota: Contabilizados los partidos y goles en rondas previas. En negrita jugadores activos en la edición presente y club actual.
| Pos. | Jugador             | G. | Part. | Prom. | Debut   | Clubes                                                         |
| ---- | ------------------- | -- | ----- | ----- | ------- | -------------------------------------------------------------- |
| 1    | Javier Orozco       | 25 | 31    | 0.81  | 2008-09 | Cruz Azul (24), Santos Laguna (1)                              |
| 2    | Darwin Quintero     | 23 | 46    | 0.50  | 2008-09 | Santos Laguna (17), América (6)                                |
| 3    | Oribe Peralta       | 22 | 50    | 0.44  | 2005    | Santos Laguna (12), América (10)                               |
| 4    | André-Pierre Gignac | 20 | 34    | 0.59  | 2015-16 | Tigres (20)                                                    |
| 5    | Carlos Hermosillo   | 18 | 23    | 0.78  | 1985    | Cruz Azul (10), América (8), Necaxa                            |
| 6    | Emanuel Villa       | 17 | 21    | 0.81  | 2008-09 | Cruz Azul (11), Querétaro (6)                                  |
| 7    | Humberto Suazo      | 16 | 26    | 0.62  | 2010-11 | Monterrey                                                      |
| =    | Aldo de Nigris      | 16 | 30    | 0.53  | 2010-11 | Monterrey                                                      |
| 9    | Luis Roberto Alves  | 13 | 20    | 0.65  | 1987    | América (10), Necaxa (1)                                       |
| 10   | Octavio Muciño      | 12 | 10    | 1.20  | 1970    | Cruz Azul                                                      |
| =    | Nicolás Muñoz       | 12 | 12    | 1.00  | 2011-12 | Isidro Metapán                                                 |
| =    | Hérculez Gómez      | 12 | 20    | 0.60  | 2011-12 | Santos Laguna (9), Tijuana (3)                                 |
| =    | Darío Carreño       | 12 | 24    | 0.50  | 2010-11 | Monterrey (9), Pachuca (3)                                     |
| =    | Josef Miso          | 12 | ?     | ?     | 1996    | Alajuelense (12)                                               |
| 15   | Ángel Sepúlveda     | 11 | 19    | 0.58  | 2011-12 | Monarcas Morelia (1), Querétaro F. C. (1), Cruz Azul F. C. (9) |
| =    | Francisco Palencia  | 11 | 21    | 0.52  | 1997    | Cruz Azul (2), Pumas (9)                                       |
| =    | Guillermo Ramírez   | 11 | 28    | 0.39  | 2006    | Municipal (9), Motagua (1)                                     |
| 18   | Enner Valencia      | 10 | 13    | 0.77  | 2018    | Tigres                                                         |
| =    | Denis Bouanga       | 10 | 13    | 0.77  | 2023    | Los Angeles F. C.                                              |
| =    | Álvaro Saborío      | 10 | 15    | 0.67  | 2010-11 | Real Salt Lake                                                 |
| =    | Carlos Pavón        | 10 | 16    | 0.63  | 1997    | Necaxa (2), Real España (8)                                    |
| =    | Luciano Emílio      | 10 | 20    | 0.50  | 2006    | Olimpia (1), D. C. United (9)                                  |
| =    | Raúl Nava           | 10 | 21    | 0.48  | 2013-14 | Toluca                                                         |
| =    | Yendrick Ruiz       | 10 | 22    | 0.45  | 2008-09 | Alajuelense                                                    |
| =    | Édgar Benítez       | 10 | 28    | 0.36  | 2009-10 | Pachuca (5), Toluca (4), Querétaro (1)                         |
| =    | Fredy Montero       | 10 | 28    | 0.36  | 2010-11 | Seattle Sounders (9), Vancouver Whitecaps (1)                  |
| =    | Froylán Ledezma     | 10 | ?     | ?     | 1995    | Alajuelense (10)                                               |